# 葛飾春嶺
葛飾 春嶺（かつしか しゅんれい、生没年不詳）とは、江戸時代の浮世絵師。

## 来歴
葛飾北斎の門人。本姓は東、『葛飾北斎伝』には「東春嶺」として名が見える。作画期は文化の頃で、読本などの挿絵を描いている。

## 作品
- 『有の儘』　※芳宣陸可彦作、文化4年（1807年）序・刊行。雲仙という絵師とともに挿絵を手掛ける。
- 『異本楮生譚』　※月花亭東漁作、文化5年刊行